# Statistiche e record del Football Club Pro Vercelli 1892

## Statistiche di squadra

### Partecipazione ai campionati
| Livello | Categoria                  | Partecipazioni | Debutto   | Ultima stagione | Totale |
| ------- | -------------------------- | -------------- | --------- | --------------- | ------ |
| 1º      | Prima Categoria            | 10             | 1907-1908 | 1920-1921       | 24     |
| 1º      | Prima Divisione            | 5              | 1921-1922 | 1925-1926       | 24     |
| 1º      | Divisione Nazionale        | 3              | 1926-1927 | 1928-1929       | 24     |
| 1º      | Serie A                    | 6              | 1929-1930 | 1934-1935       | 24     |
| 2º      | Seconda Categoria          | 2              | 1905-1906 | 1906-1907       | 15     |
| 2º      | Serie B                    | 13             | 1935-1936 | 2017-2018       | 15     |
| 3º      | Serie B-C Alta Italia      | 1              | 1945-1946 | 1945-1946       | 26     |
| 3º      | Serie C                    | 23             | 1941-1942 | 2022-2023       | 26     |
| 3º      | Lega Pro Prima Divisione   | 2              | 2011-2012 | 2013-2014       | 26     |
| 4º      | Serie C2                   | 21             | 1978-1979 | 2007-2008       | 38     |
| 4º      | Lega Pro Seconda Divisione | 3              | 2008-2009 | 2010-2011       | 38     |
| 4º      | Serie D                    | 9              | 1962-1963 | 1970-1971       | 38     |
| 4º      | IV Serie                   | 5              | 1952-1953 | 1956-1957       | 38     |
| 5º      | Serie D                    | 5              | 1979-1980 | 1993-1994       | 8      |
| 5º      | Campionato Interregionale  | 3              | 1981-1982 | 1983-1984       | 8      |

La Pro ha disputato 111 stagioni sportive nazionali, di cui 89 proto o pienamente professionistiche, compresi 18 campionati di Prima Categoria, Prima Divisione e Divisione Nazionale (A), 2 campionati di Seconda Categoria, 1 campionato di Serie B-C Alta Italia giocato come squadra di C e 24 campionati di Serie C2. È esclusa l'annata 1990-91, nella quale la Pro partecipò al campionato di Promozione del Piemonte, il più basso della sua storia.

### Campionati regionali
| Livello | Categoria  | Partecipazioni | Debutto   | Ultima stagione | Totale |
| ------- | ---------- | -------------- | --------- | --------------- | ------ |
| 1º      | Promozione | 1              | 1990-1991 | 1990-1991       | 1      |

## Statistiche individuali

### Lista dei capitani
| Calciatore           | Ruolo | Stagioni al club                 | Stagioni da capitano | Presenze | Reti |
| -------------------- | ----- | -------------------------------- | -------------------- | -------- | ---- |
| …                    |       |                                  |                      |          |      |
| Marcello Bertinetti  | A     | 1907-1908                        | 1907-1908 (1)        | 6        | ?    |
| Giuseppe Servetto    | D     | 1906-1910                        | 1908-1910 (2)        | 9+       | ?    |
| Giuseppe Milano      | C     | 1906-1915                        | 1910-1915 (5)        | 110      | 15   |
| Guido Ara            | C     | 1906-1915, 1919-1921 e 1924-1925 | 1919-1921 (2)        | 159      | 5    |
| Giuseppe Parodi      | C     | 1919-1923                        | 1921-1923 (2)        | 84       | 2    |
| Francesco Borello    | A     | 1919-1928 e 1929-1930            | 1923-1928 (5)        | 154      | 30   |
| Mario Ardissone      | C     | 1919-1935                        | 1928-1935 (7)        | 355      | 75   |
| …                    |       |                                  |                      |          |      |
| Renato Rustico       | P     | 1947-1955                        | 1950-1952 (2)        | 189      | -258 |
| R. Tiro              | D     | 1949-1956                        | 1952-1954 (2)        | ?        | ?    |
| Giulio Boglietti     | C     | 1949-1957                        | 1954-1957 (3)        | ?        | ?    |
| Italo Bolzoni        | C     | 1950-1960                        | 1957-1960 (3)        | 306      | ?    |
| Franco Russi         | D     | 1957-1961                        | 1960-1961 (1)        | 124      | 2    |
| Luciano Vellano      | D     | 1949-1955 e 1958-1966            | 1961-1966 (5)        | 308      | 0    |
| Giuseppe Dappiano    | A     | 1958-1962 e 1966-1968            | 1966-1968 (2)        | 105      | 23   |
| Luciano Bosetti      | C     | 1961-1972                        | 1968-1969 (1)        | ?        | ?    |
| Luciano Covre        | C     | 1965-1970                        | 1969-1970 (1)        | ?        | ?    |
| Bruno Rossi          | A     | 1967-1975                        | 1970-1975 (5)        | 268      | ?    |
| Franco Balocco       | D     | 1969-1980                        | 1975-1980 (5)        | 258      | 12   |
| Mauro Sattin         | C     | 1974-1975 e 1978-1982            | 1980-1982 (2)        | 109      | 10   |
| Attilio Fait         | C     | 1983-1985                        | 1983-1985 (2)        | 59       | 3    |
| Roberto Barbero      | D     | 1983-1988                        | 1985-1988 (3)        | ?        | ?    |
| Stefano Sora         | D/C   | 1985-1990                        | 1988-1990 (2)        | ?        | ?    |
| Antonio Bellopede    | D     | 1989-1992                        | 1990-1992 (2)        | ?        | ?    |
| Massimo Storgato     | D     | 1992-1996                        | 1992-1996 (4)        | 90       | 8    |
| Claudio Col          | C     | 1993-2000                        | 1996-2000 (4)        | 192      | 10   |
| Roberto Fogli        | C     | 1999-2002                        | 2000-2002 (2)        | 101      | 2    |
| Ivan Ferretti        | C     | 2000-2003                        | 2002-2003 (1)        | 71       | 11   |
| Marcello Koffi Teja  | C     | 2002-2004                        | 2003-2004 (1)        | 61       | 3    |
| Alberto Bernardi     | A     | 2004-2006                        | 2004-2005 (1)        | 23       | 3    |
| Massimo Carrera      | D     | 2005-2008                        | 2005-2008 (3)        | 63       | 1    |
| Roberto Bandirali    | D     | 2007-2009                        | 2008-2009 (1)        | 59       | 2    |
| Emanuele Chiaretti   | A     | 2008-2010                        | 2009-2010 (1)        | 60       | 24   |
| Matteo Bonomi        | A     | 2010-2011                        | 2010-2011 (1)        | 30       | 13   |
| Mauro Calvi          | D     | 2010-2013                        | 2011-2013 (2)        | 48       | 1    |
| Matteo Abbate        | D     | 2013                             | 2013 (1)             | 12       | 0    |
| Massimiliano Scaglia | D     | 2012-2016                        | 2013-2016 (3)        | 114      | 5    |
| Manuel Scavone       | C     | 2012-2016                        | 2016 (3)             | 127      | 12   |
| Alessandro Budel     | C     | 2016-2017                        | 2016-2017 (1)        | 27       | 0    |
| Carlo Mammarella     | D     | 2016-2019                        | 2017-2019 (3)        | 130      | 4    |
| Alberto Masi         | D     | 2011-2013 e 2019-2023            | 2019-2022 (4)        | 135      | 5    |
| Gianmario Comi       | A     | 2023-                            | 2023- (1)            | 159      | 44   |

Dati aggiornati al 1 febbraio 2023.

### Record di presenze
- 355  Mario Ardissone (1919-1935)
- 308  Luciano Vellano (1949-1955, 1958-1966)
- 306  Italo Bolzoni (1950-1960)
- 276  Edoardo Jussich (1967-1976)

276  Mario Zanello (1922-1933)
- 274  Luigi Stara (1963-1974)
- 268  Bruno Rossi (1967-1975)
- 258  Franco Balocco (1969-1980)
- 251  Raimondo Cantone (1947-1957)
- 240  Pier Giorgio Castellazzi (1972-1978)

| Serie A - 163 Egidio Scansetti (1929-1935) - 161 Mario Ardissone (1929-1935) - 154 Achille Dellarole (1929-1935) - 148 Ferdinando Santagostino (1929-1935) - 140 Luigi Casalino (1929-1935) - 129 Mario Zanello (1929-1933) - 127 Silvio Piola (1929-1934) - 120 Germano Lanino (1929-1935) - 108 Luigi Bajardi (1929-1935) - 97 Mario Ferraris (1929-1934) | Serie B - 158 Umberto Germano (2012-2013, 2014-2018) - 121 Luca Castiglia (2014-2018) - 117 Giuseppe Pozzo (1937-1940, 1946-1948) - 114 Lanfranco Alberico (1935-1940) - 100 Manuel Scavone (2012-2013, 2014-2016) - 99 Federico Roncarolo (1935-1941) - 96 Giuseppe Vannucci (1937-1940) - 90 Carlo Mammarella (2016-2018) 90 Aldo Pondrano (1935-1938, 1946-1947) - 87 Elia Legati (2015-2018) |

### Record di reti
| Campionato - 106 Carlo Rampini (1908-1914) - 82 Alessandro Rampini (1910-1915, 1919-1923, 1925-1926) - 78 Paolo Tonelli (1968-1974) - 74 Mario Ardissone (1919-1935) - 59 Pierluigi Bosisio (1953-1960) - 53 Luigi Casalino (1927-1936) - 51 Luigi Bajardi (1925-1937) 51 Silvio Piola (1929-1934) - 46 Giuseppe Pozzo (1937-1940, 1946-1948) - 45 Mario Zanello (1923-1933) | Coppa Italia - 6 Carlo Villa (1927-1928) - 2 Francesco Ardizzone (2013-2017) 2 Luigi Bajardi (1927-1928, 1935-1937) 2 Italo Bolzoni (1958-1959) 2 Mario Gardini (1927-1928, 1937-1938) - 1 22 calciatori |
| Serie A - 51 Silvio Piola (1929-1934) - 36 Luigi Casalino (1929-1934) - 21 Ferdinando Santagostino (1929-1935) - 20 Pietro Ferraris (1929-1932) - 19 Giuseppe Seccatore (1929-1933) - 18 Alfredo Gatti (1929-1935) - 17 Mario Zanello (1929-1933) - 12 Enrico Cerutti (1932-1935) - 11 Luigi Bajardi (1929-1935) - 7 Piero Romagnolo (1934-1935)                             | Serie B - 46 Giuseppe Pozzo (1937-1940, 1946-1948) - 27 Pietro Svageli (1936-1938) - 21 Paolo Barbero (1938-1941, 1946-1948) 21 Ettore Marchi (2014-2016) 21 Aldo Prata Pizzala (1939-1941) - 20 Lanfranco Alberico (1935-1940) 20 Carlo Alberto Quario (1938-1939) - 18 Ettore Brossi (1937-1938) 18 Eusebio Castigliano (1939-1941) - 16 Carlo Biraghi (1937-1939) 16 Amerigo Salati (1938-1941) |

Dati aggiornati al 16 ottobre 2018.